# Розслідування (роман)
«Слідство» (пол. «Śledztwo») — містичний детективний роман польського письменника і філософа Станіслава Лема. Вперше публікувався з продовженням в 1958 році у Краківському журналі «Пшекруй».

## Сюжет
Молодий інспектор Скотланд-Ярду Грегорі бере участь в розслідуванні незвичної справи: з моргів сільських лікарень в околицях Лондона систематично зникають трупи. Всі мерці були людьми різного віку й занять, не маючи нічого спільного, що могло б зацікавити зловмисників. Під час зникнень морги були зачинені й ніхто не перебував поруч. В той час завжди був або туман, або сніг чи інші фактори, що дозволяли викрадачеві лишитися непоміченим. Колеги Грегорі припускають, що трупи викрадає якийсь учений для експериментів, або це робить просто божевільний.
Пізніше Грегорі, коли йде задуманий про цю справу, помічає дивного незнайомця, але це виявляється його ж відображення в дзеркалі. Він балакає з товаришем Шепардом, який нагадує про випадок у Франції, коли двоє злочинців загравали з поліцією, вдаючи божевільних. Шепард вважає, що зникнення трупів — це тільки частина якогось плану, можливо пов'язаного з політичними інтригами. Грегорі бачить на вулиці чоловіка, схожого на одного зі зниклих мерців, однак заспокоює себе, що ця схожість випадкова.
Надходить новина, що поліцейський, який охороняв кладовище, дивним чином загинув під колесами автомобіля. Водій стверджує, що той сам кинувся під колеса. Зі слідів навколо та свідчень місцевих жителів виходить, що труп, який перебував у той час в морзі неподалік, на якийсь час ожив, повештався навколо та повернувся назад. Шеппард припускає, що зловмисник намагався викрасти труп, але щось злякало його і він відмовився від задуму.
Інспектора Сісса, котрий теж займається розслідуванням, ця справа наштовхує на думки про власну смерть. Сісс прагне завершити всі початі справи та каже, що розслідування потребує наукового дослідження, а не припущень. Грегорі обговорює з ним те, що навіть незрозумілі явища мають свої закономірності, тому зрозумівши ці закономірності, можна передбачити наступні випадки. Грегорі припускає — трупи рухає якийсь мікроорганізм і щоразу він ускладнює свою поведінку, що свідчить про наявність в нього інтелекту. Сісс під його впливом думає, що трупи рухає збудник «раку навпаки», що не вбиває, а воскрешає. До того ж Сісс починає вважати, що подібне явище давно відоме, ним зумовлена віра у воскресіння в багатьох релігіях.
Незадовго по тому Сісс сідає в авто і раптово розвертається, ледве не загинувши, зіткнувшись з авто Грегорі. Знервований, Сісс заявляє, що це він викрадав трупи і він божевільний. Але подальшу розмову обриває повідомлення про смерть власника квартири, яку винаймає Грегорі.
Шеппард вважає, що знайшов зловмисника, це шофер, розум якого періодично затьмарювався і той викрадав трупи, а потім, отямившись, позбувався їх. Але Грегорі доводить, що дії зловмисника враховують безліч факторів, які дозволяли йому лишитися непоміченим, а божевільний не міг би їх усі передбачити, як зрештою і жодна людина. Тому, швидше за все, справа в рідкісному збізі обставин, який відбувається періодично з невідомих причин. Слідство заводить в тупик звістка про смерть підозрюваного шофера. Шеппард пропонує почати розслідування з початку наступного дня і Грегорі погоджується.

## Адаптації
- «Розслідування» (Śledztwo, 1973) — кінофільм, режисер Марек Пестрак (Marek Piestrak), Польща.
- «Розслідування» (Śledztwo, 1997) — телеспектакль, режисер Вальдемар Кшистек (Waldemar Krzystek), Польща.